# Han Tianyu
Han Tianyu (chiń. 韓天宇; ur. 3 czerwca 1996) – chiński łyżwiarz szybki specjalizujący się w short tracku. Srebrny medalista olimpijski z Soczi.
Srebro olimpijskie wywalczył w biegu na dystansie 1500 metrów. Wyprzedził go jedynie obrońca tytułu Kanadyjczyk Charles Hamelin.